# 三輪町 (名古屋市)
三輪町（みわちょう）は、愛知県名古屋市中区の地名。1969年（昭和44年）10月21日 、全域が大須三丁目および同四丁目に吸収された。

## 地理

### 学区
- 中学校 - 名古屋市立前津中学校
- 小学校 - 名古屋市立大須小学校[4][5]

### 人口
国勢調査による人口の推移
| 1950年（昭和25年） | 243人 |  |
| 1955年（昭和30年） | 278人 |  |
| 1960年（昭和35年） | 310人 |  |
| 1965年（昭和40年） | 298人 |  |

## 歴史

### 地名の由来
三輪天神の名に由来する。

### 沿革
- 1878年（明治11年）12月28日 - 前津小林村上前津町の一部により、名古屋区三輪町として成立[1]。
- 1889年（明治22年）10月1日 - 名古屋市成立に伴い、同市三輪町となる[1]。
- 1908年（明治41年）4月1日 - 中区成立に伴い、同区三輪町となる[1]。
- 1938年（昭和13年）3月15日 - 一部が南大津通に編入される[1]。
- 1969年（昭和44年）10月21日 - 全域が大須三丁目および同四丁目に吸収され、消滅[1]。